# Fontaine du Pré-Saint-Gervais
La fontaine du Pré-Saint-Gervais, ou simplement fontaine du Pré, est une fontaine et un regard, situé au Pré-Saint-Gervais, en France.

## Localisation
La fontaine est située dans le département français de la Seine-Saint-Denis, sur la commune du Pré-Saint-Gervais, place du Général-Leclerc, le long de la rue André-Joineau, en face de l'hôtel de ville.

## Description

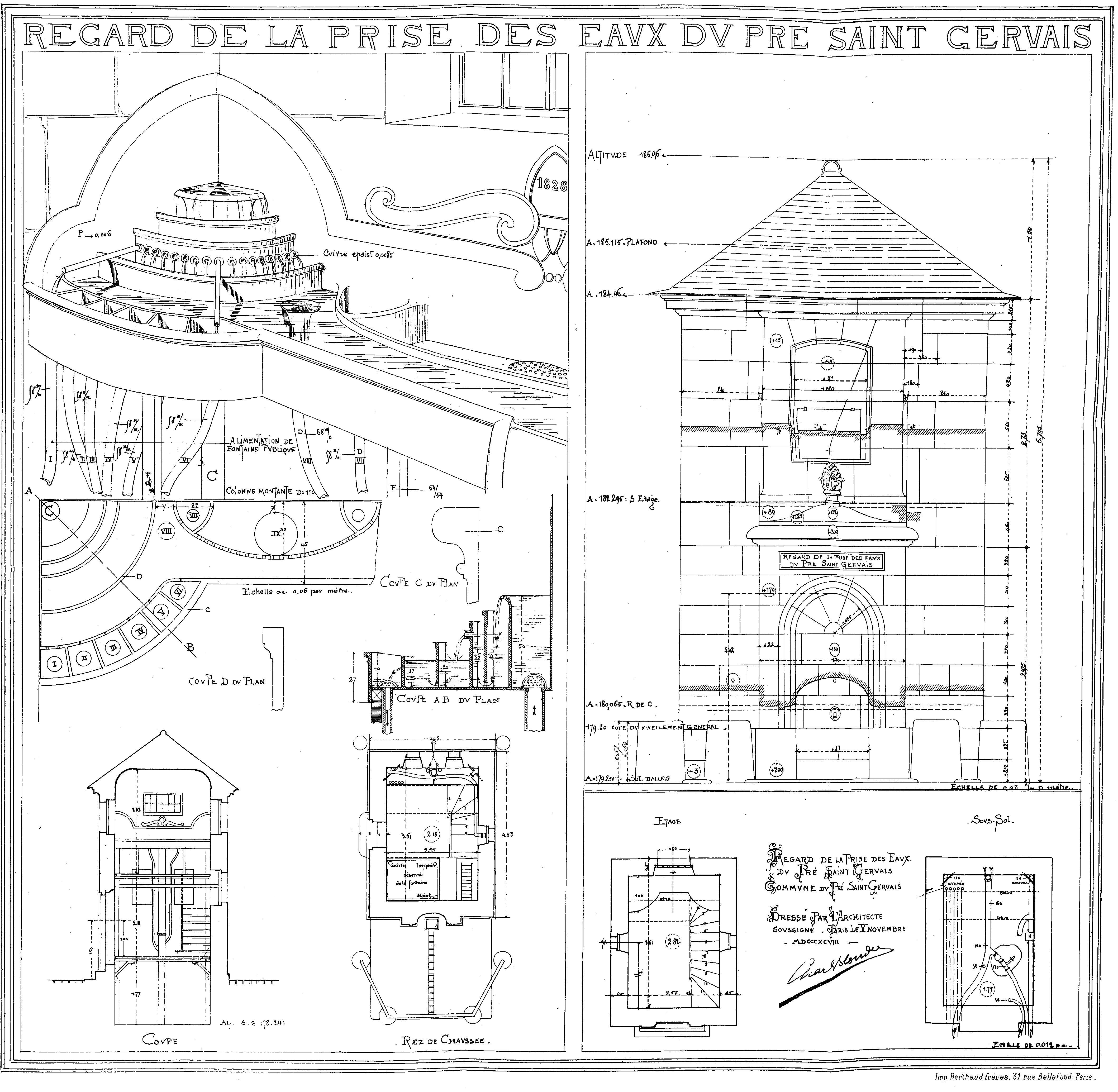
Plan du regard du Pré-Saint-Gervais

La fontaine du Pré-Saint-Gervais est un édifice en pierre, de plan rectangulaire et de 6 m de haut. Sur un de ses côtés, une niche abrite une fontaine. Une inscription figurait au-dessus de la niche de la fontaine surmontée d’une pomme de pin : 

« Ce regard qui reçoit les eaux de toutes les Sources du Pré Saint-Gervais a esté construit du Règne de Louis XIIII, prévosté de Mre Hierosme Le Feron, président aux enquestes, eschevinage De Mrs Pierre Hachette, conseiller du Roy au Chastelet, Raymond Lescot, conseiller de ville, Claude Boucot, secrétaire du Roy, Simon de Sequeville, bourgeois ; estans Mre Germain Prête Procureur du Roy et de la Ville, Martin le Maire Greffier, Nicolas Boucot, receveur d’icelle. »

## Historique

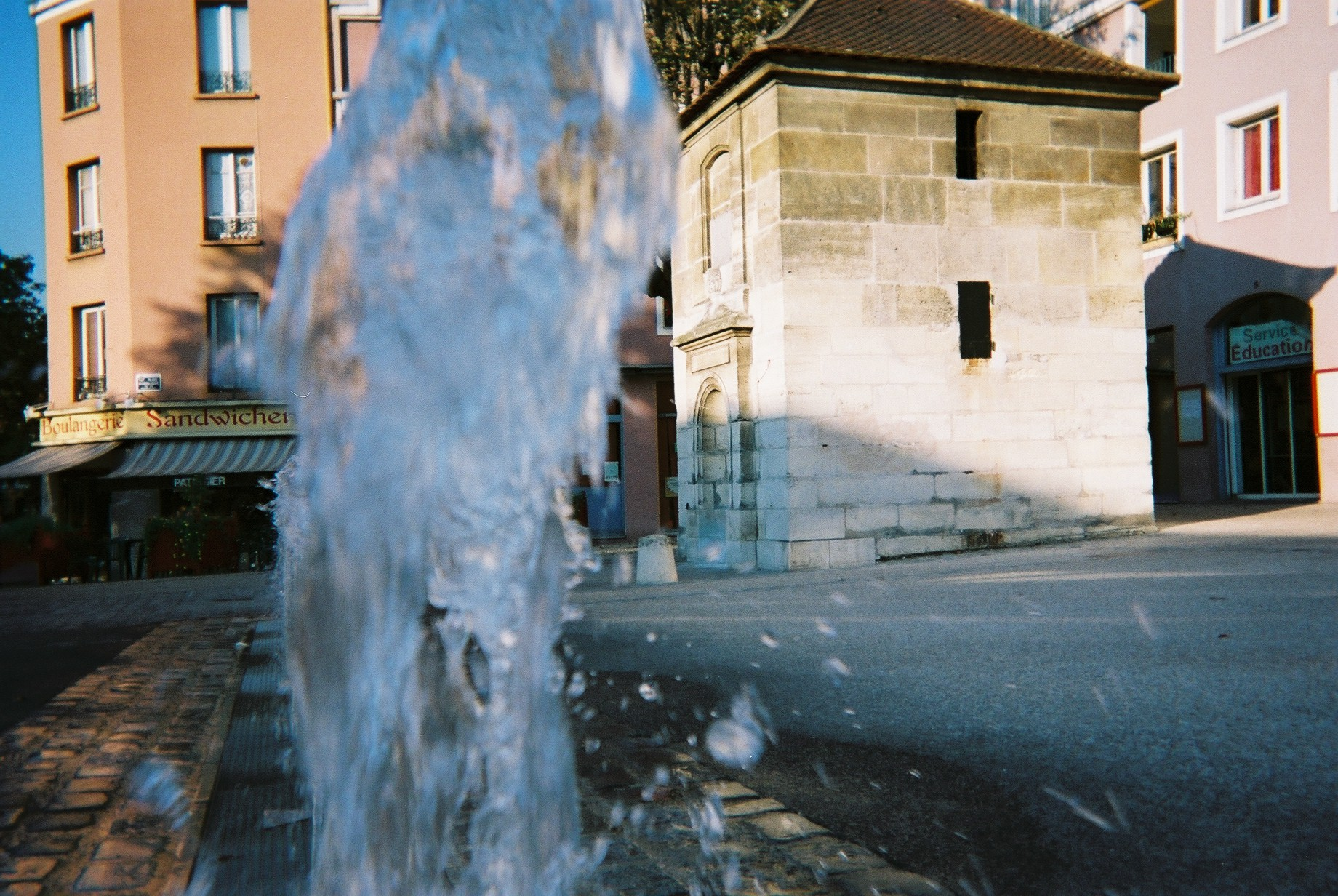
La fontaine du Pré-Saint-Gervais.

Le regard est construit dans le cadre des aménagements hydrauliques des Eaux du Pré-Saint-Gervais, permettant d'acheminer les sources du nord-est du plateau de Romainville vers le prieuré Saint-Lazare, à Paris. 
3 ensembles de captage s'y rejoignaient. 
Un premier captant des sources à l’emplacement du pied des glacis de l’actuel fort de Romainville, rue Henri Barbusse, rue Jean-Moulin, boulevard Eugène, Decros, rue Marcelle sur le territoire de la commune des Lilas.
Un deuxième, à l’emplacement de la rue Francine Fromond vers la rue Faidherbe également aux Lilas.
Un troisième sur la commune du Pré-Saint-Gervais 
Le regard était le point de départ d’une conduite vers Paris.
Le regard originel du Moyen-Âge est remplacé au XVIIe siècle (vers 1640) par l'édifice actuel, lorsque l'exploitation des sources est confiée à la ville de Paris.
Ce regard construit au-dessus de la Fontaine du Pré est reconstruit sous la forme d'un édicule rectangulaire à étage de 4,5 x 3,5 m et de 6 m de haut. Sur l'un des côtés, une niche en cul de four abrite une fontaine encore en service.
L'édifice est classé au titre des monuments historiques en 1899.